# Tschil Ustun
Die Höhle Tschil Ustun befindet sich im Oblus Osch im Südwesten Kirgisistans. Dabei handelt es sich um eine Karsthöhle mit einer Länge von 400 Metern.

## Lage
Tschil Ustun befindet sich circa 23 Kilometer westlich von Osch nahe dem Ort Arawan. Geographisch liegt die Höhle damit auf dem Übergang vom Ferghanatal, in dem unter anderem die Stadt Osch liegt, in das Alaigebirge, das den Südwesten Kirgisistans und die Grenzregion zu Tadschikistan prägt. In der Umgebung der Höhle Tschil Ustun befinden sich mehrere weitere Höhlen, die gemeinsam mit Tschil Ustun als Naturdenkmal geschützt sind.

## Beschreibung
Die Tschil Ustun ist eine Karsthöhle, die durch die Lösung von Kalkgestein entstand. Der Eingang zu der Höhle befindet sich am Südhang eines 1460 m hohen Berges oberhalb eines steilen Felsens auf einer Höhe von 1100 Metern. Die Höhle hat eine Gesamtlänge von 400 Metern und besteht aus drei unterschiedlich großen Sälen, die durch teilweise sehr enge Korridore verbunden sind. Die größte Kammer hat eine Länge von 100 Metern, eine Breite von 50 Metern und eine Höhe von 20 Metern. Die Säle der Tschil-Ustun-Höhle sind von zahlreichen Stalagmiten und Stalaktiten geprägt, die der Höhle wohl auch ihren Namen verliehen, der aus dem Tadschikischen (tschil) und dem Usbekischen (ustun) entlehnt ist und 40 Pfähle bedeutet. Der Innenraum der Höhle ist durch stark unterschiedliche Gesteinsarten und damit einhergehende Farben geprägt, die von hellen, cremefarbenen Tönen bis zu dunkelbraun reichen. Das Alter der Höhle wird auf 350 Millionen Jahre geschätzt.
Die Höhle ist vollkommen naturbelassen, eine Infrastruktur für Besucher ist in der Umgebung und in der Höhle selbst nicht vorhanden. Besucher sollten daher einen lokalen Guide für eine Besichtigung hinzuziehen.

## Entdeckung
Im Inneren der Höhle befinden sich zahlreiche arabische Inschriften an den Wänden, die darauf hinweisen, dass die Höhle bereits seit vielen Jahrhunderten bekannt ist. Die erste Beschreibung der Höhle durch einen Europäer datiert aus dem Jahr 1877 von dem Künstler M. Müller, der im Rahmen einer französischen Expedition in die Region kam und in seinen Aufzeichnungen auch die Höhle Tschil Ustun beschrieb.